# Мёнезе
Мёнезе (нем. Möhnesee) — водохранилище на реке Мёне, в западной Германии.
Плотина водохранилища из каменной кладки имеет наибольшую высоту 40,3 м и образует резервуар полным объёмом 134,5 млн м³. Площадь водохранилища при максимальном наполнении 10,37 км². Обеспечивает работу ГЭС с установленной мощностью 7 МВт и среднегодовой выработкой электроэнергии 12,9 млн кВт⋅ч.

## История

### Вторая мировая война
Плотина Мёне была в числе атакованных «прыгающими бомбами» плотин в ходе британской операции Chastise 17 мая 1943 года. Её частичное разрушение, повлекшее неконтролируемый сброс водохранилища и наводнение в Рурской долине, привело к значительным потерям и нанесло ущерб германской промышленности. Плотина была восстановлена к 23 сентября 1943 года.